# 大阪狭山市立南第一小学校
大阪狭山市立南第一小学校（おおさかさやましりつみなみだいいちしょうがっこう）は、大阪府大阪狭山市にある公立小学校。児童数は2023年時点で226人。

## 沿革
- 1970年 - 狭山ニュータウンの開発による人口増加のため大阪狭山市立西小学校（当時狭山町立、以下同）から分離開校
- 1974年 - 大阪狭山市立南第二小学校を分離
- 1977年 - 大阪狭山市立南第三小学校を分離
- 1987年 - 市制施行により現校名となる
- 1995年3月 - 新館大規模改修工事完成
- 2009年7月 - 耐震工事（北館、新館、体育館）及び校舎補修工事